# Ninfeo de Atenas
El Ninfeo de Atenas  (en griego antiguo: Νυμφαῖον) era un antiguo ninfeo, o edificio dedicado a las ninfas, en el Ágora de Atenas, Grecia. Estaba situado en el lado sureste del Ágora y su función era proporcionar agua potable a la zona.

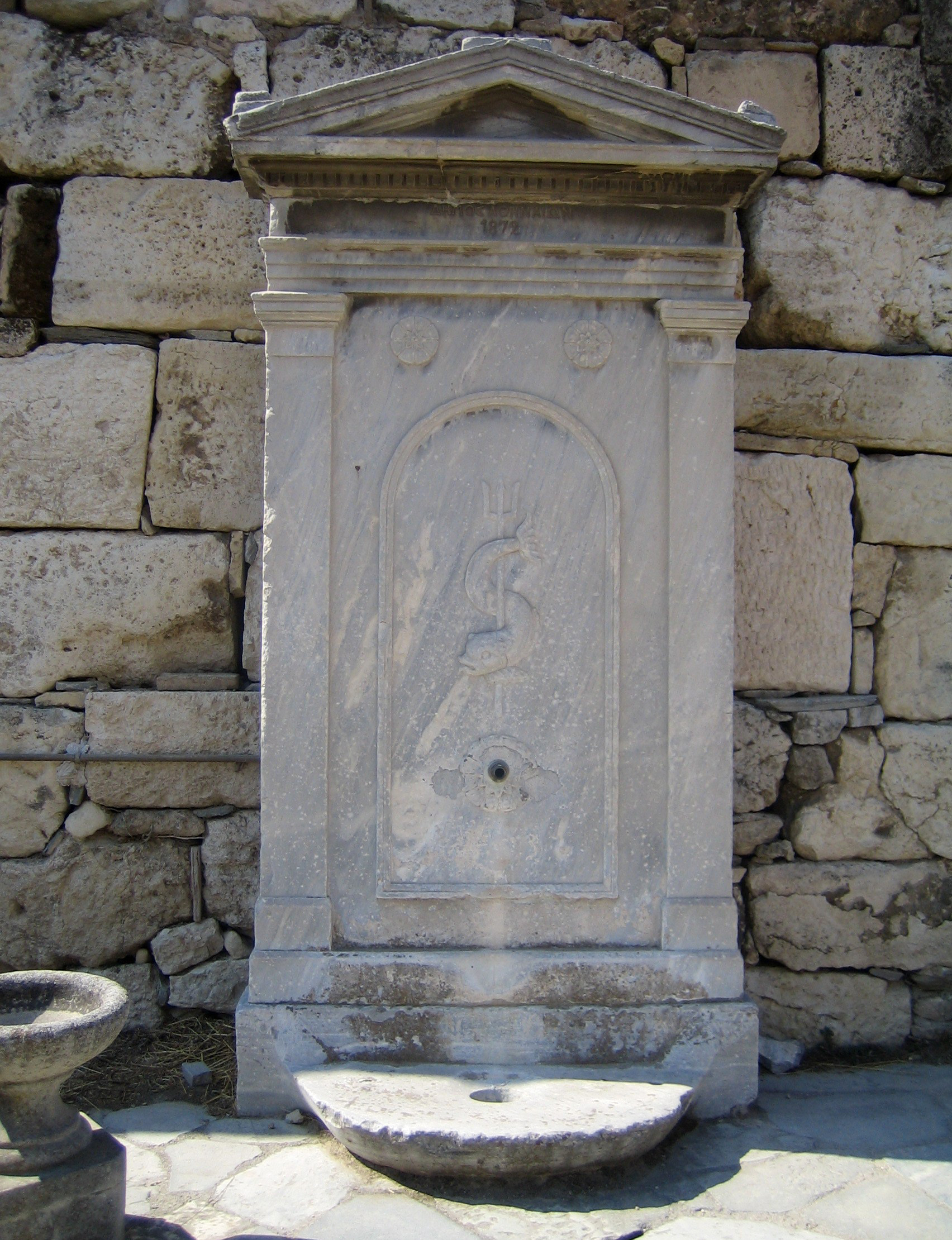
El actual manantial en el emplazamiento del Ninfeo.

Fue construido durante la época romana bajo el emperador Adriano alrededor de 113-138 d. C. El manantial fue uno de los regalos de Adriano a la ciudad de Atenas y estaba conectado al acueducto construido por Adriano, que traía agua del monte Pentélico. Se construyó en el emplazamiento de una Ceca anterior.
El ninfeo era semicircular y tenía un radio de unos 7,1 m. El edificio daba al norte y a la Vía Panatenaica. Sus columnas eran de estilo corintio y estaban construidas con mármol, entre otros materiales. En el lado norte del pozo de la fuente había una escalera de tres peldaños que conducía a él. El pozo de la fuente estaba decorado con esculturas, típicas de otros edificios similares. Las tallas probablemente representan a miembros de la familia imperial. En el lugar se han encontrado partes de una estatua del propio Adriano. Una estatua de Afrodita del tipo Venus Genetrix encontrada en el yacimiento también puede estar relacionada con Ninfeo.
Durante el período bizantino se construyó en el lugar de Nymphaion la Iglesia de los Santos Apóstoles , que aún se conserva allí. Junto a ella se conserva un pozo. Solo una parte de los cimientos del Ninfeo ha llegado hasta nuestros días.